# William Holbrook Beard
William Holbrook Beard   (Painesville, 13 d'abril de 1825 - Brooklyn, 20 de febrer de 1900) va ser un pintor artístic nord-americà conegut per les seves pintures satíriques de bèsties que realitzen activitats humanes.

## Biografia

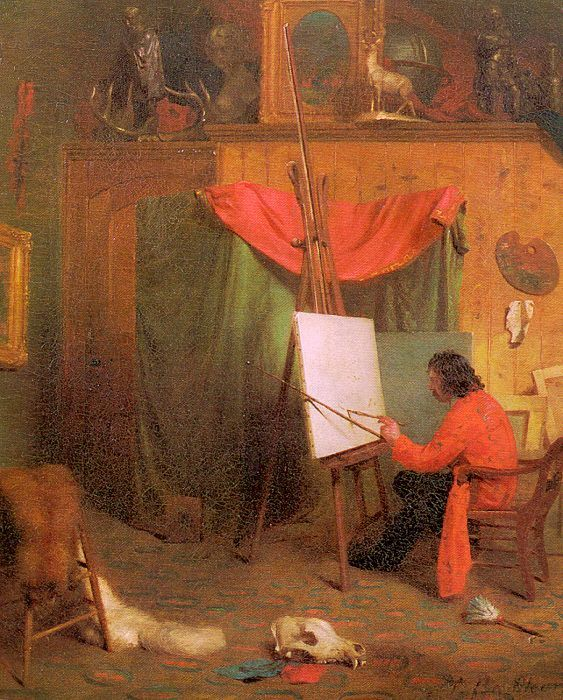
Self Portrait in the Studio, dècada de 1860, oli sobre tela, New York Historical Society.

Beard va néixer a Painesville, Ohio. Va estudiar a l'estranger, està associat a l'escola de pintura de Düsseldorf i durant 1861 es va traslladar a la ciutat de Nova York, on, el 1862, es va convertir en membre de la National Academy of Design. Beard va iniciar el seu propi estudi d'artista a Tenth Street a la ciutat de Nova York en un edifici conegut com a Studio Building.
Beard va ser un artista prolífic. El seu tracte humorístic als óssos, gats, gossos, cavalls i micos, generalment amb certa ocupació i expressió humana, generalment satírica, li va donar una gran moda en un moment, i els seus quadres van ser molt reproduïts.
El seu germà, James Henry Beard (1814–1893), també va ser pintor.
William està enterrat al cementiri Green-Wood de Brooklyn, Nova York.
- Fitxer:Beard,_William_Holbrook_~_Phantom_Crane,_1891,_oil_on_canvas.jpg
- Fitxer:'The_Witches'_Ride'_by_William_Holbrook_Beard,_1870.jpg
- Fitxer:0005_Scientists_at_Work_by_William_Holbrook_Beard.jpg
- Fitxer:Seminole_Child_with_Bittern_by_William_Holbrook_Beard.jpg
- Fitxer:William_Holbrook_Beard_-_Deer_on_the_Prairie.jpg
- Fitxer:Beard,_William_Holbrook_-_His_Majesty_Receives_-_Google_Art_Project.jpg
- Fitxer:Brooklyn_Museum_-_In_the_Forest_-_William_Holbrook_Beard_-_overall.jpg
- Fitxer:Brooklyn_Museum_-_For_What_Was_I_Created?_-_William_Holbrook_Beard_-_overall.jpg
- Fitxer:William_holbrook_beard,_la_scoperta_di_adamo,_1891.jpg
- Fitxer:William_Holbrook_Beard_-_The_Runaway_Match_-_1977.55_-_Smithsonian_American_Art_Museum.jpg
- Fitxer:Susanna_and_the_Elders,_by_William_Holbrook_Beard,_1865,_oil_on_canvas_-_Currier_Museum_of_Art_-_Manchester,_NH_-_DSC07415.jpg
- Fitxer:Power_of_Death_by_William_Holbrook_Beard,_detail,_c._1889-1890,_oil_on_board_-_Fogg_Art_Museum,_Harvard_University_-_DSC01197.jpg
- Fitxer:Flaw_in_the_title_-_painted_by_W.H._Beard_;_engraved_by_Saml._Holyer_(sic)._LCCN2013645198.tif

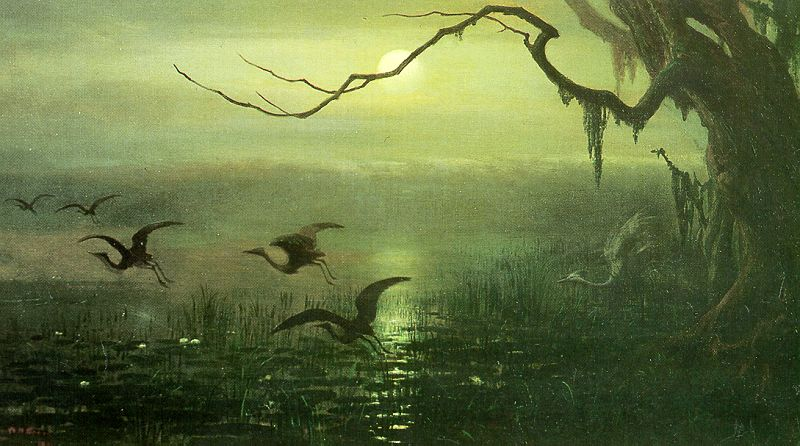
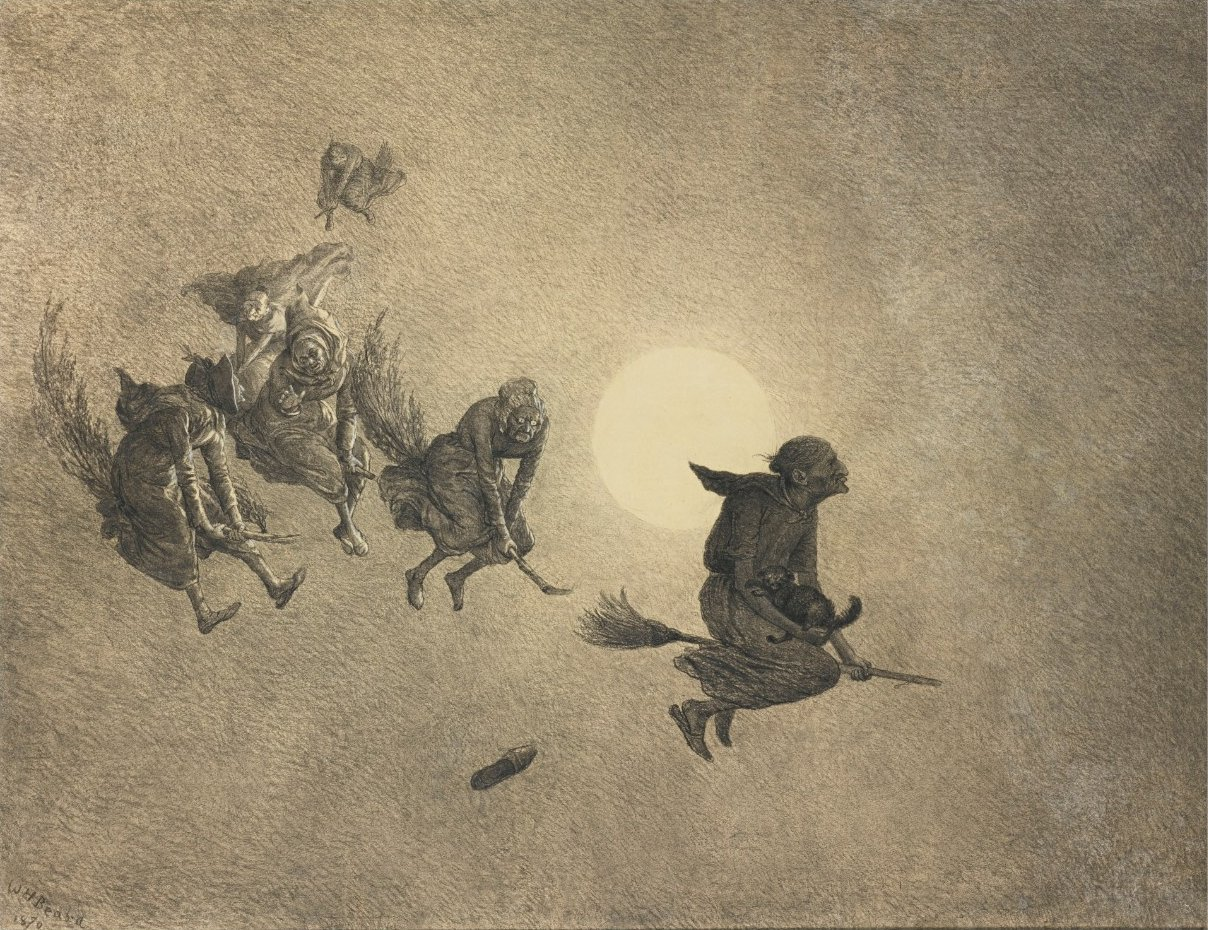
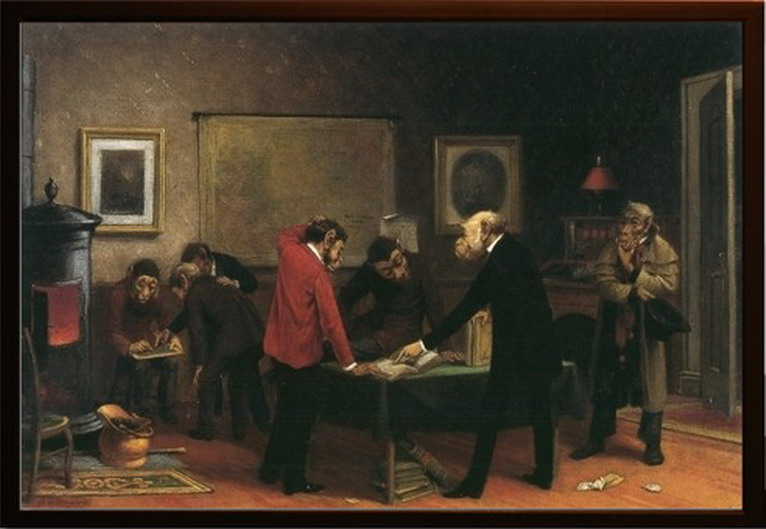
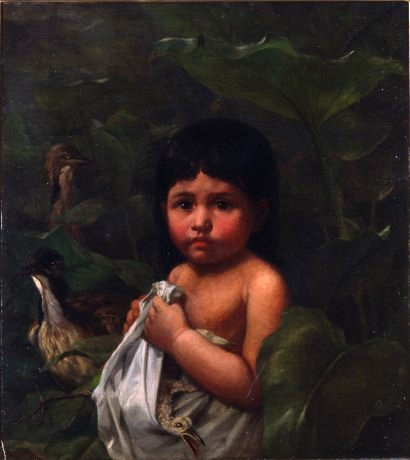
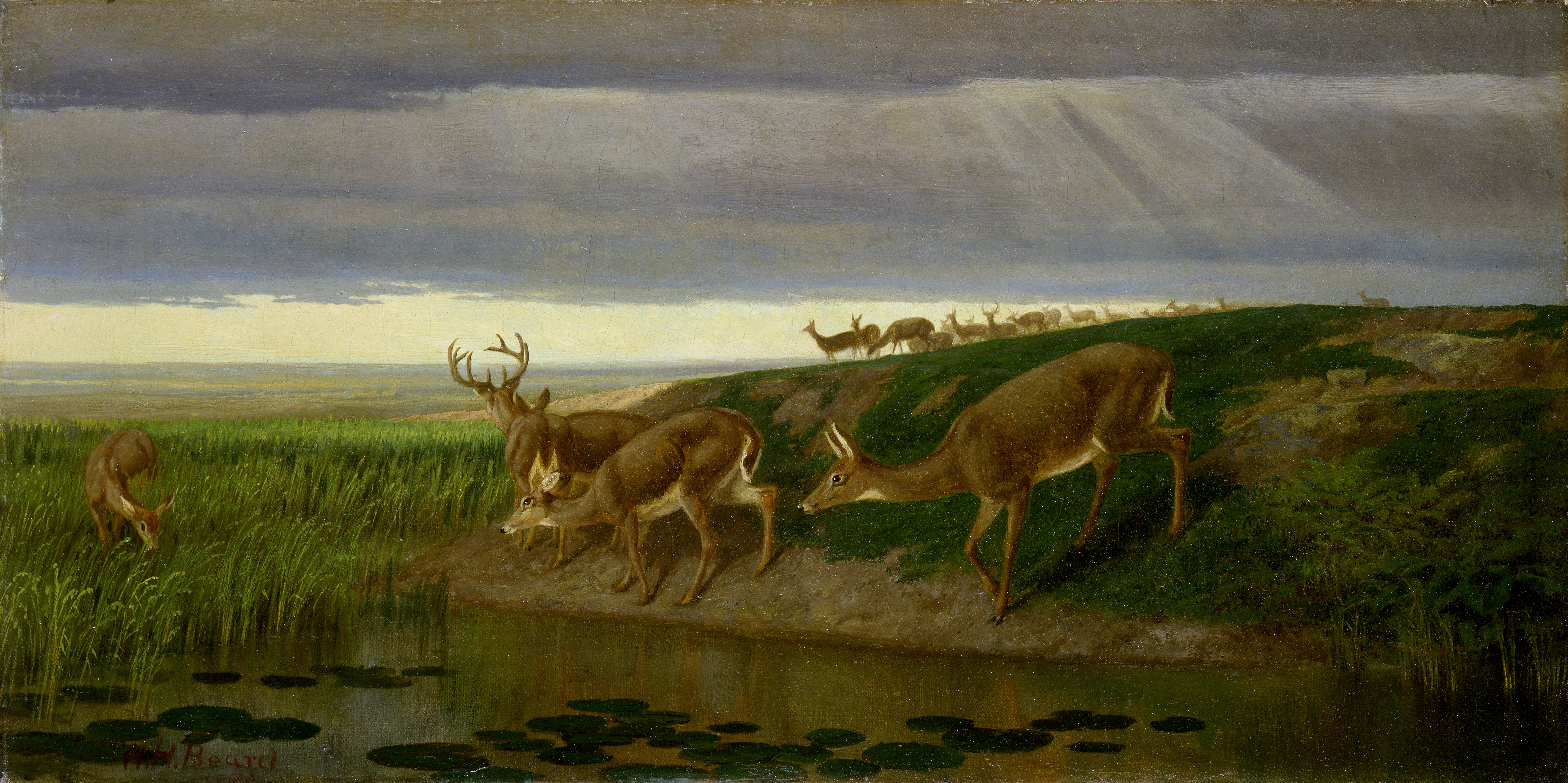
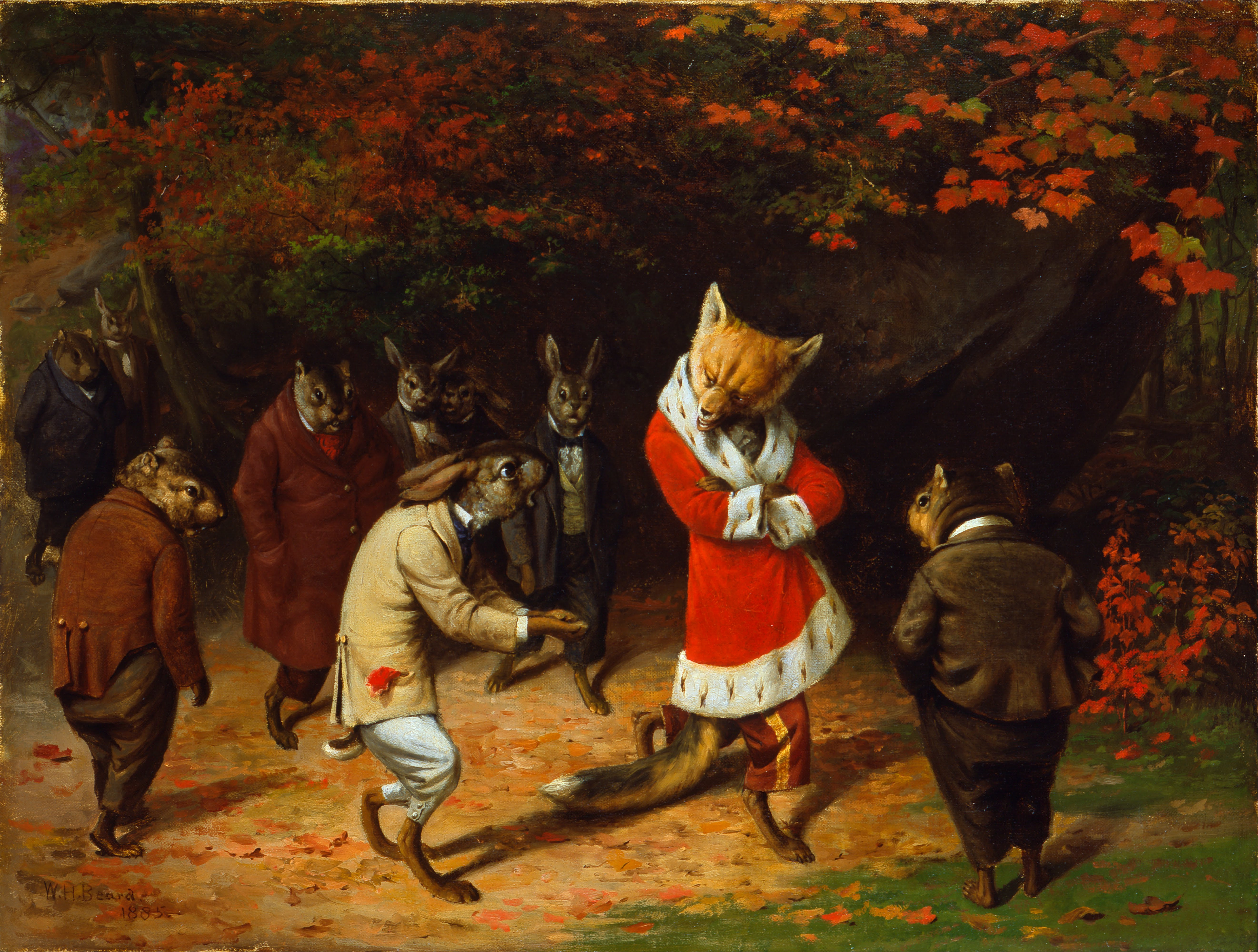
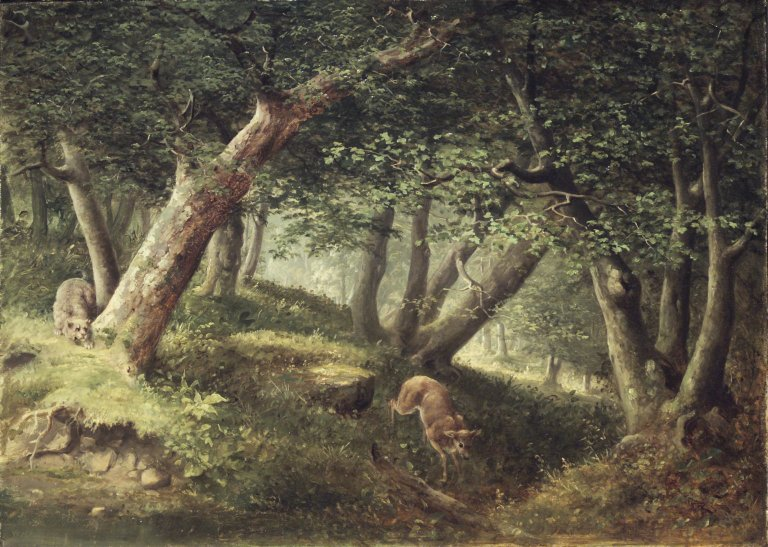
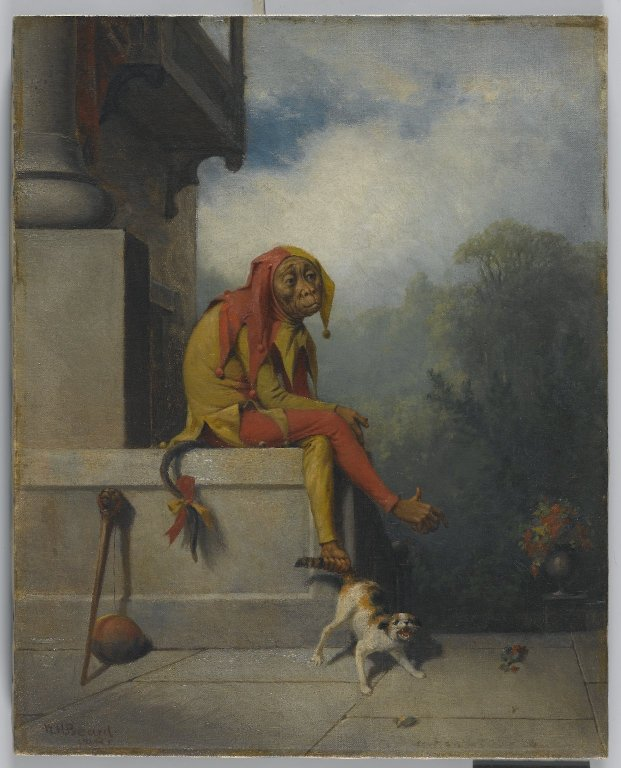
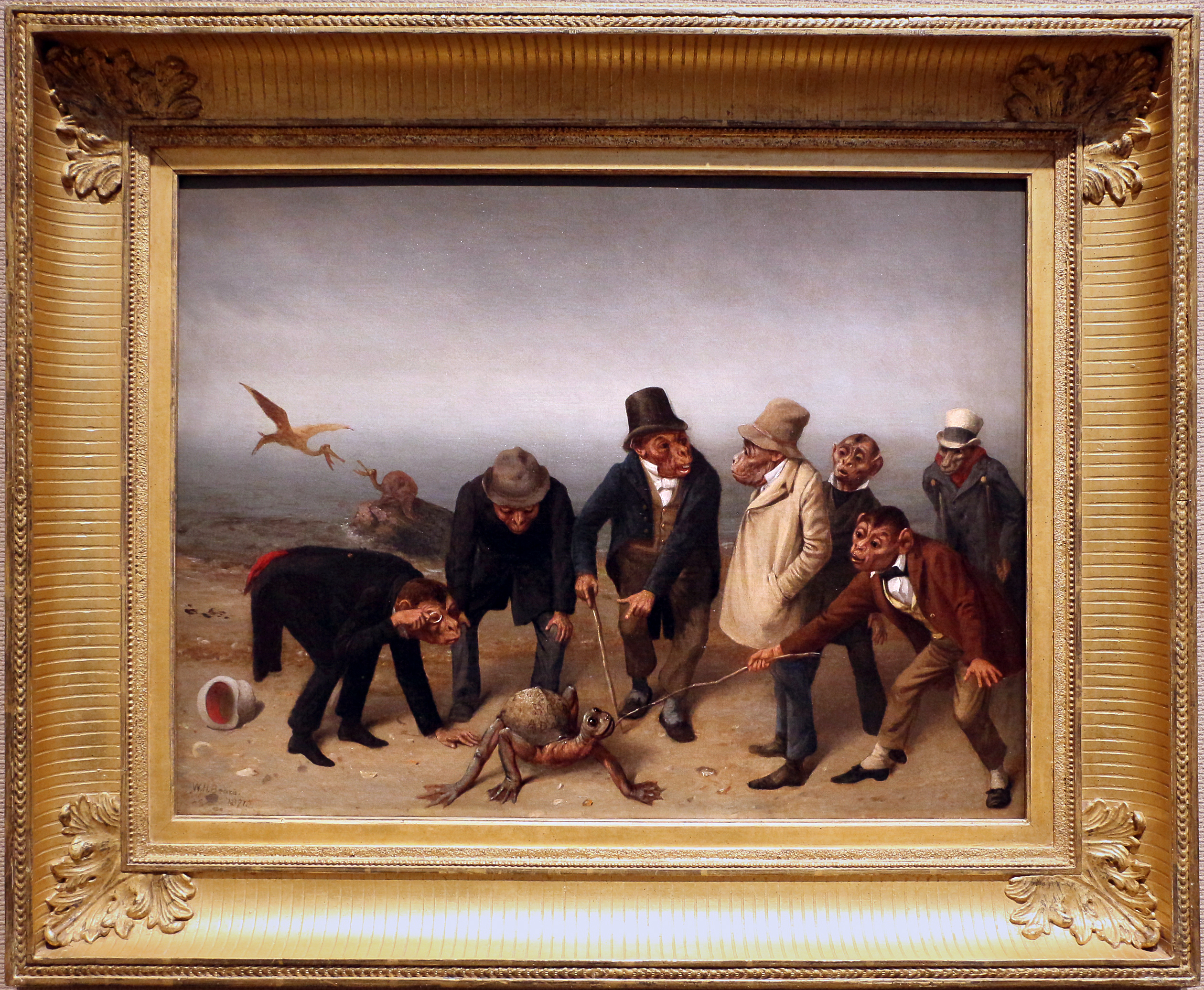
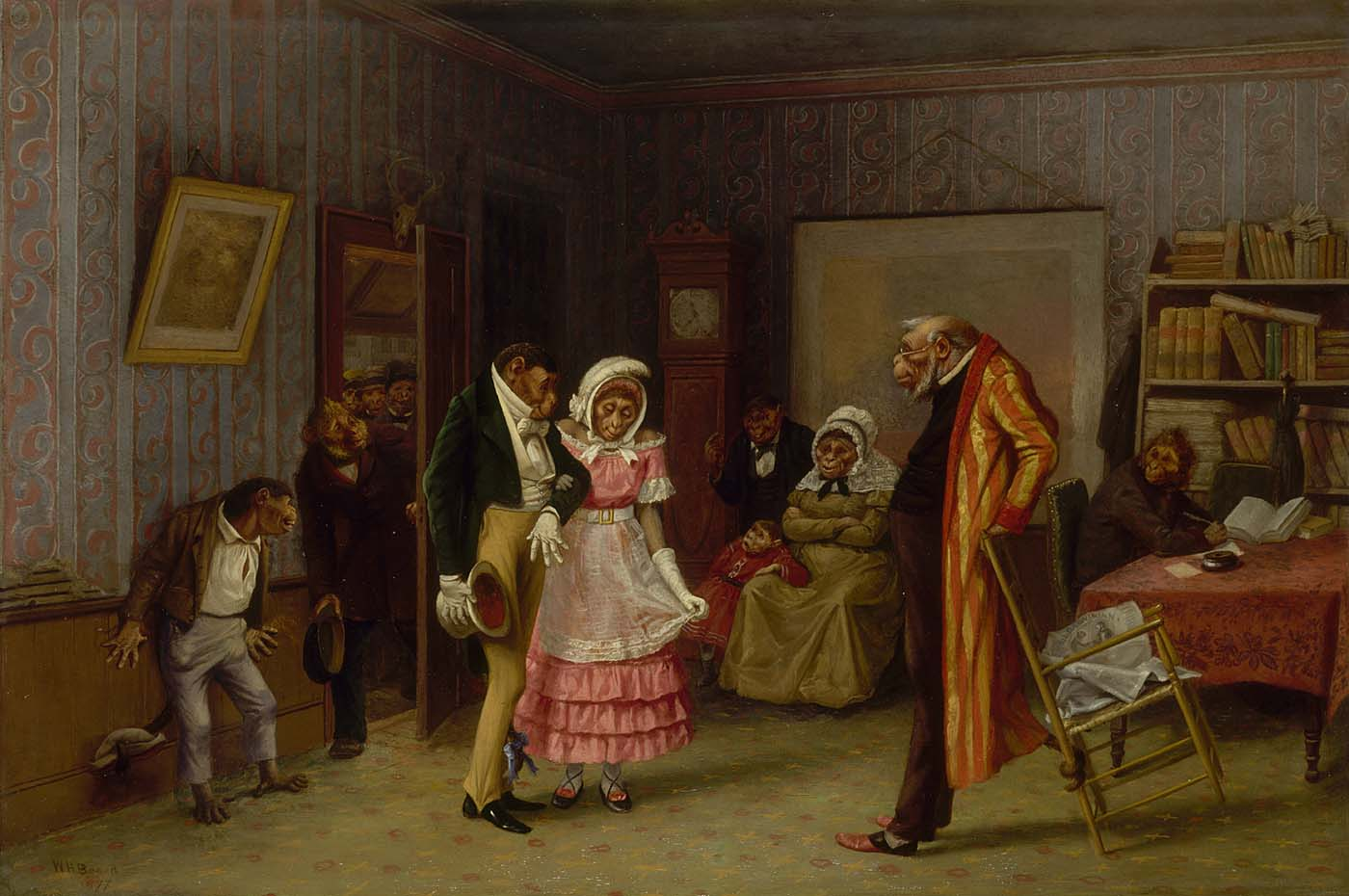
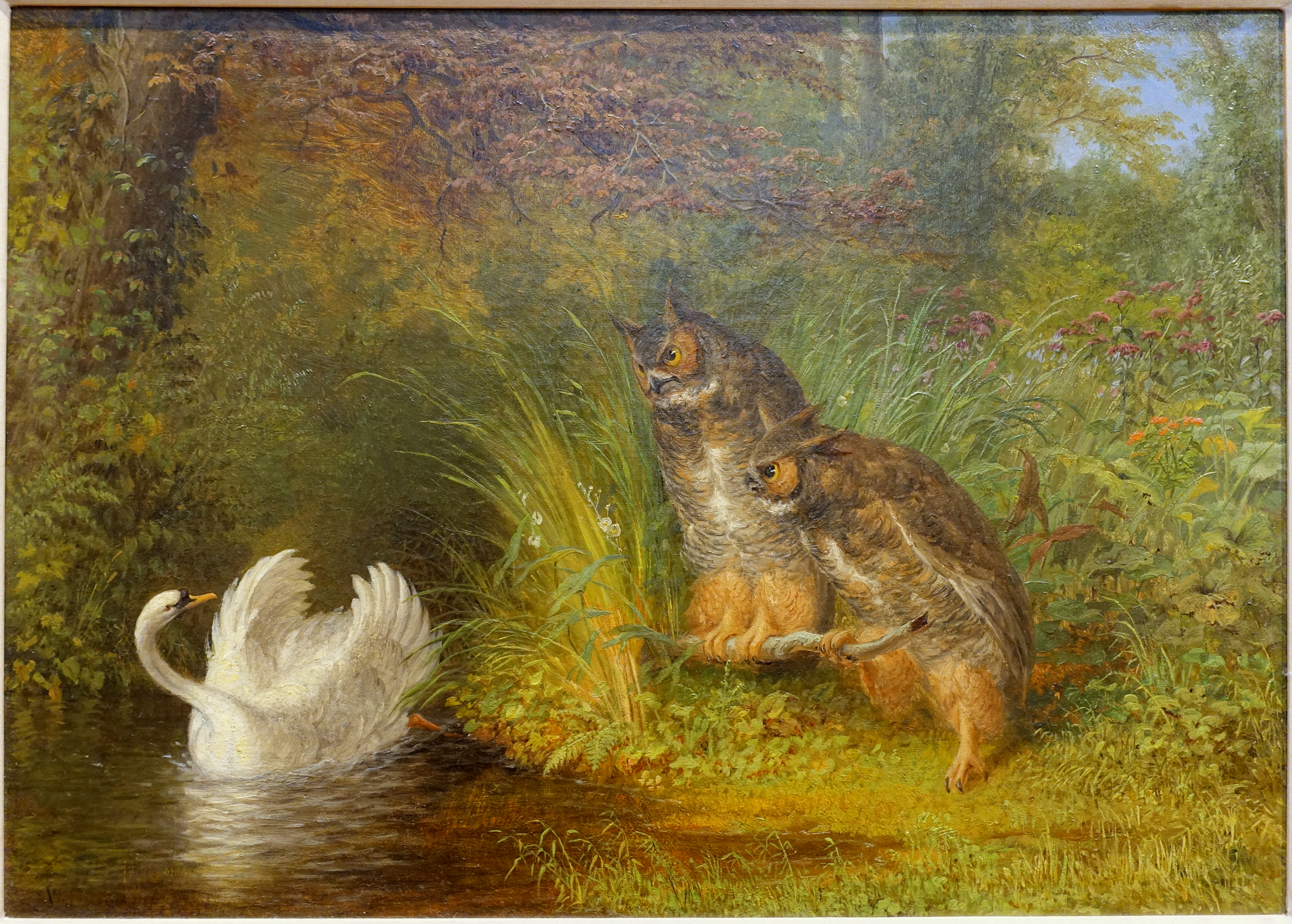
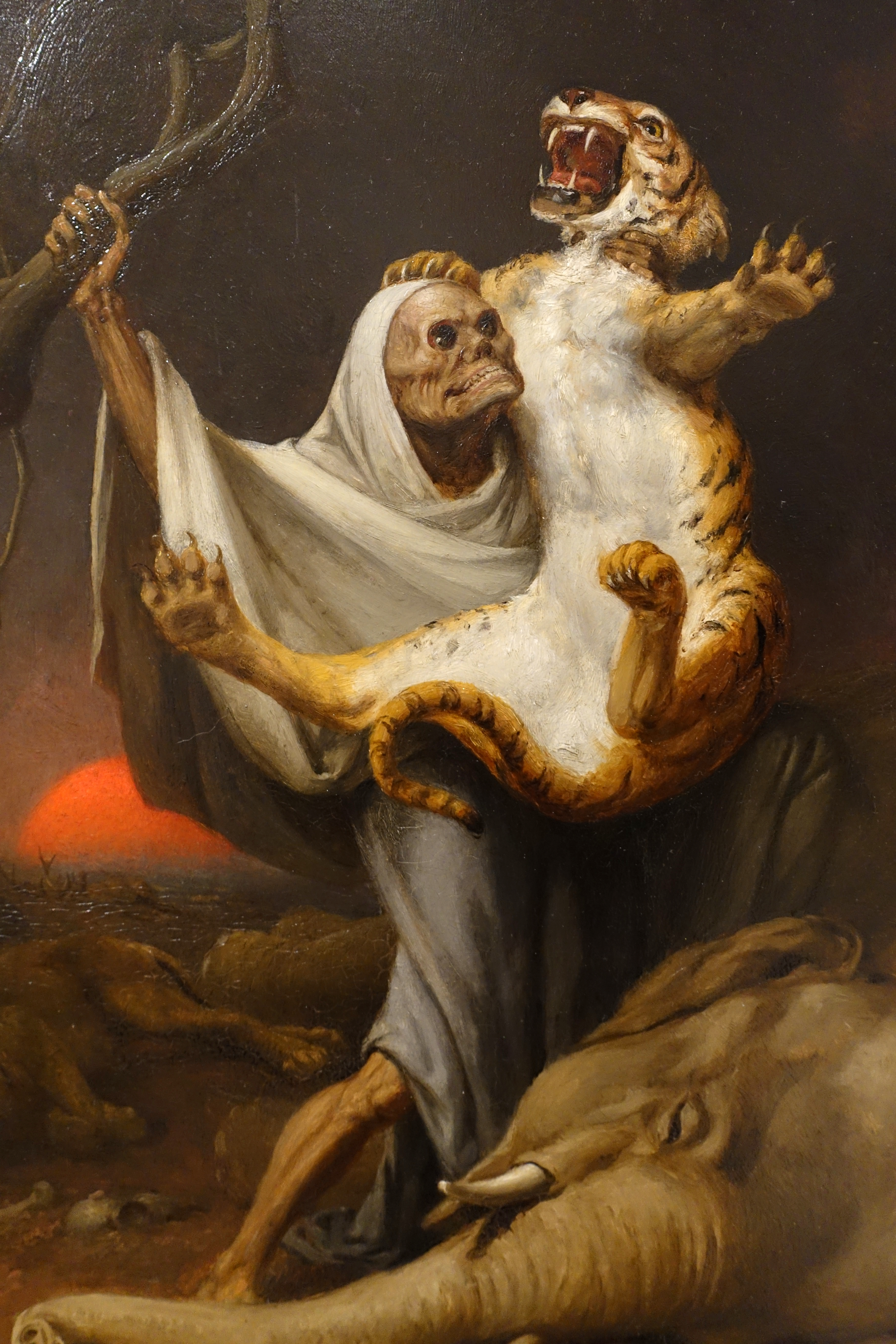

El 1999, William Beard va aparèixer en un article a l'American Art Journal escrit per Sarah Burns. S'esmenta entre altres satírics polítics de mitjans i finals del segle xix.

## Obres seleccionades
- Lo, The Poor Indian (1876) - pintura a l'oli, Museu de Belles Arts d'Utah.